# 840-й отдельный разведывательный артиллерийский дивизион
840-й отдельный разведывательный артиллерийский дивизион Резерва Главного Командования — воинское формирование Вооружённых Сил СССР, принимавшее участие в Великой Отечественной войне.
Сокращённое наименование — 840-й орадн РГК.

## История
Сформирован на базе разведывательного артиллерийского дивизиона 437-го кап 9-й армии Южного фронта (Приказ НКО СССР № 0293 от 19 апреля 1942 года "Об изменении штатов артиллерийских частей ")  27 апреля 1942 года года.
В действующей армии с 27.04.1942 по 18.11.1942.
В ходе Великой Отечественной войны вёл артиллерийскую разведку в интересах артиллерии соединений  18-й армии Южного, Северо-Кавказского и Закавказского  фронтов.
Приказом НКО СССР № 365 от 18.11.42г. преобразован в 10-й отдельный гвардейский разведывательный артиллерийский дивизион .

## Состав
- Штаб
- Хозяйственная часть
- батарея звуковой разведки (БЗР)
- батарея топогеодезической разведки (БТР)
- взвод оптической разведки (ВЗОР)
- фотограмметрический взвод (ФГВ)
- хозяйственный взвод

## Подчинение
| Дата                 | Фронт                   | Армия      | Корпус | Дивизия | Бригада | Примечания |
| -------------------- | ----------------------- | ---------- | ------ | ------- | ------- | ---------- |
| 27.04.42 -29.07.42г. | Южный фронт             | 18-я армия | -      | -       | -       | -          |
| 30.07.42-15.09.42г   | Северо-Кавказский фронт | 18-я армия | -      | -       | -       | -          |
| 15.09.42-18.11.42г   | Закавказский фронт      | 18-я армия | -      | -       | -       | -          |

## Командование дивизиона
Командир дивизиона
- майор Балыко Николай Михайлович

Начальник штаба дивизиона
- капитан Иванцев
- капитан Сиваченко Дмитрий Кондратьевич

Военный комиссар дивизиона
- гв. майор Волгин Владимир Сергеевич

Помощник начальника штаба дивизиона
- ст. лейтенант Миняйло Гавриил Николаевич

Помощник командира дивизиона по снабжению
- интендант 3-го ранга Полушкин Николай Константинович

## Командиры подразделений дивизиона
Командир  БЗР
- капитан Курьеров Степан Илларионович

Командир БТР
- капитан Сиваченко Дмитрий Кондратьевич
- ст. лейтенант Никитченко Михаил Фомич

Командир ВЗОР
Командир ФГВ